# Flaxville
Flaxville is een plaats (town) in de Amerikaanse staat Montana, en valt bestuurlijk gezien onder Daniels County.

## Demografie
Bij de volkstelling in 2000 werd het aantal inwoners vastgesteld op 87.
In 2006 is het aantal inwoners door het United States Census Bureau geschat op 76, een daling van 11 (-12,6%).

## Geografie
Volgens het United States Census Bureau beslaat de plaats een oppervlakte van
0,3 km², geheel bestaande uit land. Flaxville ligt op ongeveer 848 m boven zeeniveau.

## Plaatsen in de nabije omgeving
De onderstaande figuur toont nabijgelegen plaatsen in een straal van 56 km rond Flaxville.